# Bạt Đô
Hãn Bạt Đô (tiếng Mông Cổ: Бат Хаан, tiếng Nga: Батый, tiếng Trung: 拔都) (khoảng 1205–1255) là một hãn Mông Cổ và đồng thời là người sáng lập ra Hãn quốc Kim Trướng. Bạt Đô là con trai của hãn Truật Xích và là cháu nội của Thành Cát Tư Hãn. Thanh Trướng hãn quốc của ông sau này hợp nhất với Bạch Trướng hãn quốc để trở thành Kim Trướng hãn quốc (hay hãn quốc Kipchak), cai trị cả Rus và Kavkaz trong hơn 250 năm sau đó, đồng thời còn tấn công và tiêu diệt liên quân của hai vương quốc Ba Lan và Hungary. "Bạt Đô", "Batu" hay "Bat" về nghĩa đen có nghĩa là "mạnh mẽ" hay "Dũng sĩ" trong tiếng Mông Cổ.

## Dòng dõi
Mặc dù Thành Cát Tư Hãn công nhận Truật Xích như là con đẻ của ông, nhưng người cha thật sự của ông là ai thì vẫn là một câu hỏi, do mẹ đẻ của ông, Bột Nhi Thiếp, vợ của Thành Cát Tư Hãn, đã bị bắt cóc và bà này sinh ra ông chỉ một thời gian ngắn sau khi được trở về. Trong cuộc đời của Thành Cát Tư Hãn, vấn đề này được nhiều người biết tới nhưng không ai dám bàn luận công khai. Nó là vấn đề nhức nhối giữa Truật Xích và cha mình; ngay trước khi Truật Xích chết, giữa ông và Thành Cát Tư Hãn đã gần như xảy ra nội chiến vì Truật Xích từ chối tham dự vào các chiến dịch quân sự của đại hãn Mông Cổ. Truật Xích cũng chỉ có 4.000 binh sĩ người Mông Cổ để bảo vệ hãn quốc của mình. Bạt Đô, con trai Truật Xích, đã phải tuyển dụng thêm binh sĩ từ những người Turk mà ông đã đánh bại, chủ yếu là người Turk Kipchak. Bạt Đô sau đó còn sống tại gia của chú ông là Oa Khoát Đài (người kế vị Thành Cát Tư Hãn trở thành Đại Hãn) thay vì sống trong lãnh địa của người chú khác là Đà Lôi.
Sau khi Truật Xích và Thành Cát Tư Hãn chết, vùng đất của Truật Xích được phân chia cho Bạt Đô và anh trai ông là Oát Nhi Đáp (Orda). Bạch Trướng hãn quốc của Oát Nhi Đáp tương đương với vùng đất ngày nay nằm giữa sông Volga và hồ Balkhash, trong khi Thanh Trướng hãn quốc của Bạt Đô là các vùng đất phía tây sông Volga. Nhưng trên thực tế, cả hai lãnh địa đều do Bạt Đô làm hãn tối cao, do Oát Nhi Đáp đã thừa nhận em mình là nhà lãnh đạo tài ba. Do vậy, Hai hãn quốc hợp nhất được biết tại châu Âu như là Kim Trướng hãn quốc (Zolotaya Orda), có lẽ là do màu vàng của lều trại của hãn.
Bạt Đô có ít nhất bốn con trai:
- Sartaq, hãn của Thanh Trướng hãn quốc từ 1255 tới 1256.
- Toqoqan[1]
- Andewan
- Ulagchi (có lẽ là con của Sartaq thì đúng hơn)

Mẹ đẻ của Bạt Đô, Ukhaa ujin, thuộc về bộ lạc Hoằng Cát Lạt (Onggirat) của người Mông Cổ trong khi khatun (vợ) chính của ông, Borakchin, là người Alchi-Tatar.

## Sơ kỳ
Sau khi Truật Xích chết, Thành Cát Tư Hãn đã chia phần các vùng đất phụ thuộc cho các con trai của mình. Nhưng đại hãn đã cho Bạt Đô làm hãn của ulus Truật Xích. Người anh trai là Oát Nhi Đáp cũng đồng ý để Bạt Đô kế nghiệp cha mình. Người em út của Thành Cát Tư Hãn là Thiếp Mộc Cách (Temuge) đã tham dự lễ đăng quang. Thành Cát Tư Hãn chia cho gia đình Truật Xích 4.000 quân Mông Cổ.
Năm 1229, Oa Khoát Đài cho 3 vạn hộ (tumen) dưới sự chỉ huy của Kukhdei và Sundei đi xâm chiếm và chinh phục các bộ lạc ở vùng hạ Ural. Theo như Abulghazi, Bạt Đô đã tham dự vào các chiến dịch quân sự của Oa Khoát Đài chống lại nhà Kim ở miền bắc Trung Quốc với các binh sĩ đi theo là người Bashkir, người Cuman, người Bulgar và người Alan. Mặc cho sự phản kháng mãnh liệt của đối phương, nhưng người Mông Cổ vẫn chiếm được nhiều thành trì của người Nữ Chân và làm cho người Bashkir trở thành đồng minh của mình.

## Xâm lược Rus

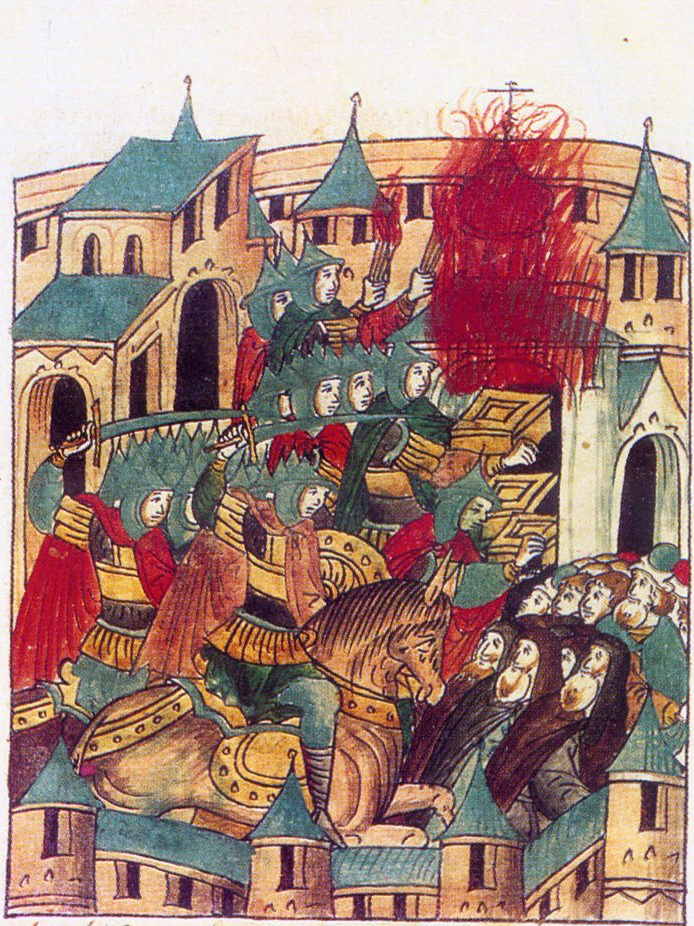
Cướp phá Suzdal của hãn Bạt Đô tháng 2 năm 1238: Tiểu họa trong biên niên sử thế kỷ 16.

Năm 1235, Bạt Đô, trước đó từng trực tiếp chinh chiến để chiếm Krym, được thúc hãn Oa Khoát Đài giao chỉ huy một đại quân lên tới 130.000 người để thực hiện việc xâm chiếm châu Âu. Những người anh em họ hàng của ông như Quý Do, Buri, Mông Kha, Khulgen, Kadan, Baidar và các tướng lĩnh Mông Cổ lừng danh như Tốc Bất Đài (Subotai, Сүбээдэй), Borolday (Боролдай) và Mengguser (Мөнхсар) đã tham chiến dưới cờ của Bạt Đô trong chiến dịch này, mặc dù Tốc Bất Đài mới là tổng chỉ huy trên thực tế. Sau khi vượt qua sông Volga và xâm chiếm Volga Bulgaria năm 1236. Họ mất thêm khoảng một năm mới có thể hoàn toàn dập tắt sự phản kháng của Volga Bulgaria, Kypchak và Alan.
Tháng 11 năm 1237, hãn Bạt Đô gửi sứ giả tới triều đình của đại công tước Yuri II của Vladimir-Suzdal và yêu cầu ông này phải phục tùng. Một tháng sau, đội quân du mục này đã vây hãm Ryazan. Sau 6 ngày bị vây ngặt, thành phố này cuối cùng thất thủ và bị hủy diệt hoàn toàn. Nhận được tin dữ, Yuri II đã cho các con trai của mình tới ngăn chặn quân Mông Cổ, nhưng họ cũng thảm bại gần Kolomna. Sau khi đốt phá Kolomna và Moskva, đội quân du mục đã vây hãm thành Vladimir vào ngày 4 tháng 2 năm 1238. Ba ngày sau, kinh đô của đại công quốc Vladimir-Suzdal thất thủ và bị đốt cháy hoàn toàn. Toàn thể gia đình của Yuri II chết cháy, trong khi vị đại công tước phải bỏ chạy lên phía bắc tới Yaroslavl. Vượt qua sông Volga, ông tập hợp chấn chỉnh lại quân đội, nhưng cuối cùng cũng bị người Mông Cổ tiêu diệt hoàn toàn trong trên sông Sit ngày 4 tháng 3 cùng năm. Yuri II chết trận.
Sau đó hãn Bạt Đô chia quân đội của mình ra thành các đơn vị nhỏ hơn, và các đội quân này đã đánh chiếm, cướp bóc 14 thành phố của Rus, bao gồm Rostov, Uglich, Yaroslavl, Kostroma, Kashin, Ksnyatin, Gorodets, Galich, Pereslavl-Zalessky, Yuriev-Polsky, Dmitrov, Volokolamsk, Tver, Torzhok. Tại thị trấn nhỏ Kozelsk, vị công tước Titus và những cư dân bản địa đã chống trả người Mông Cổ trong suốt 7 tuần. Theo truyền thuyết kể lại, khi quân Mông Cổ tiến vào Kitezh thì thị trấn nhỏ này đã chìm xuống hồ Svetloyar với tất cả cư dân của nó, nơi ngày nay người ta vẫn có thể nhìn thấy nó. Các thành phố lớn thoát khỏi cảnh phá hủy là Smolensk, nơi đã sớm thần phục và cống nộp cho người Mông Cổ, cùng Novgorod với Pskov, là hai thành phố người Mông Cổ chưa thể đến được do khoảng cách tương đối xa và đồng thời cũng chấp nhận triều cống cho hãn Bạt Đô từ trước.
Mùa hè năm 1238, quân đội của Bạt Đô tàn phá Krym và ký kết hòa ước với Mordovia. Mùa đông năm 1239, quân Mông Cổ của ông đốt phá Chernigov và Pereyaslav. Sau vài tháng vây hãm, đội quân du mục đã tiến vào Kyiv tháng 12 năm 1239. Mặc cho sự kháng cự mãnh lệt của Danylo của Halych, Bạt Đô đã chiếm được 2 kinh đô chính của ông này là Halych và Volodymyr-Volyns'kyi. Nhà nước Rus trở thành chư hầu của đế quốc Mông Cổ chứ không bị sáp nhập vào.

## Xâm chiếm Trung Âu

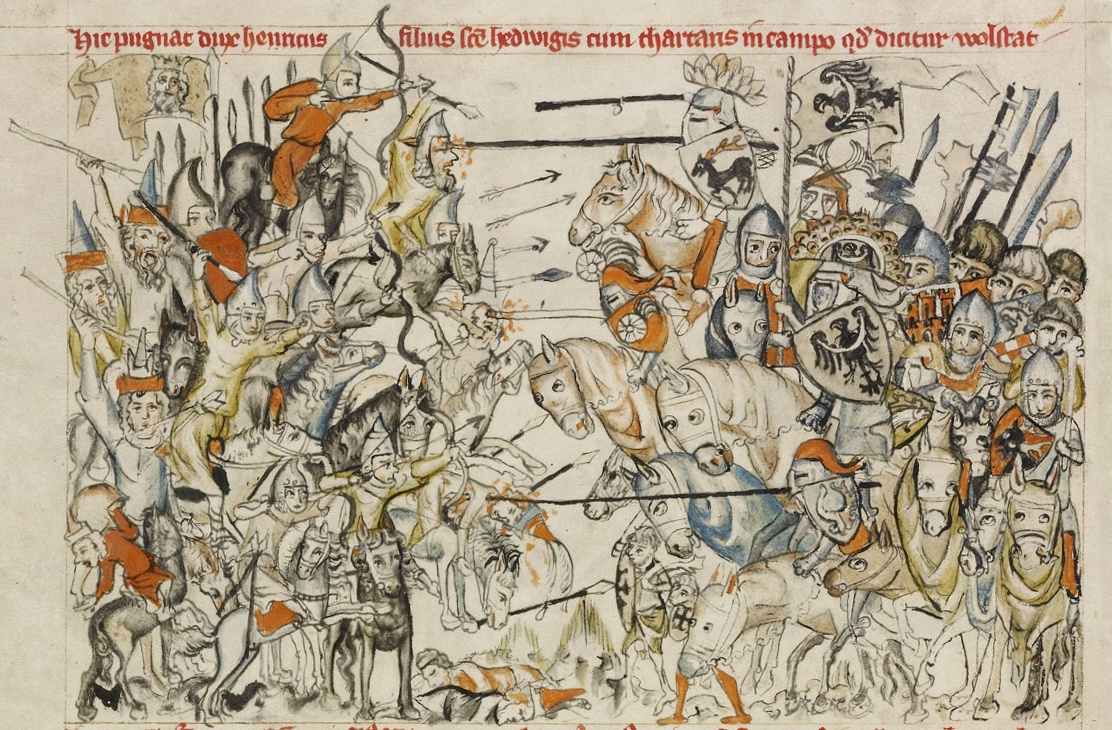
Trận Legnica, một trong những trận chiến quyết định trong chiến dịch của Bạt Đô

Hãn Bạt Đô sau đó quyết định "đi tới biển tận cùng", nơi mà người Mông Cổ không thể đi xa hơn nữa. Một số sử gia hiện đại suy đoán rằng Bạt Đô chủ yếu có ý định đảm bảo cho hai bên sườn của ông được an toàn trong tương lai trước sự can thiệp có thể có từ phía người Âu, và một phần như là tiền đề cho cuộc xâm chiếm tiếp theo. Phần lớn tin rằng ông có ý định xâm chiếm toàn bộ châu Âu, ngay sau khi hai bên sườn được an toàn và các lực lượng của ông đã sẵn sàng.
Người Mông Cổ tấn công vào Trung Âu theo ba nhóm. Một nhóm xâm chiếm Ba Lan, đánh bại lực lượng kết hợp dưới quyền của Henryk II Pobożny, công tước Silesia và đại thủ lĩnh của Giáo binh đoàn Giéc-man tại Legnica. Nhóm thứ hai vượt qua Karpat còn nhóm thứ ba tiến ngược dòng Danube. Các đội quân này hợp lại và nghiền nát Hungary năm 1241, đánh bại quân đội do Béla IV của Hungary chỉ huy tại trận Mohi vào ngày 11 tháng 4 năm đó. Các đội quân này chọc sâu vào vùng bình nguyên của Hungary trong mùa hè và tới mùa xuân năm 1242 họ đã giành thế chủ động và mở rộng sự kiểm soát của mình tới vùng Bohemia.

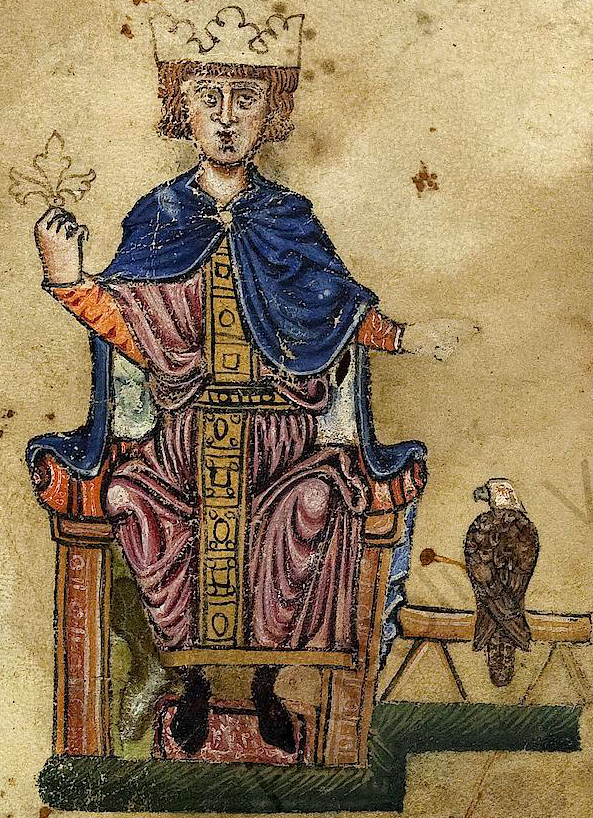
Hoàng đế Frederick II của đế quốc La Mã thần thánh với con đại bàng của mình

Cuộc tấn công vào châu Âu này đã được lập kế hoạch và do Tốc Bất Đài thực hiện, dưới sự chỉ huy trên danh nghĩa của Bạt Đô. Trong chiến dịch của mình tại Trung Âu, Bạt Đô đã yêu cầu hoàng đế Frederick II của đế quốc La Mã Thần Thánh, phải thoái vị và nói rằng: "Ta đến đây để cướp ngôi của ông thay vì ông". Vị hoàng đế này chỉ trả lời rằng ông biết săn bắn chim rất tốt và vì thế muốn trở thành người giữ đại bàng của Bạt Đô, rồi kết minh với giáo hoàng Gregory IX để kêu gọi một cuộc thập tự chinh chống lại quân Mông Cổ xâm lược. Tốc Bất Đài có lẽ đã đạt được danh tiếng kéo dài nhất của mình với các thắng lợi tại châu Âu cũng như tại Đông Ba Tư. Sau khi tàn phá một loạt các công quốc Rus, ông đã cử gián điệp vào Ba Lan, Hungary, và xa tới tận Áo, để chuẩn bị cho cuộc tấn công vào Trung Âu. Nhận được hình ảnh rõ ràng về các vương quốc châu Âu, ông đã có sự chuẩn bị hoàn hảo cho cuộc tấn công được Bạt Đô và 2 vị hãn trong dòng họ chỉ huy trên danh nghĩa. Hãn Bạt Đô, con trai của Truật Xích, là vị chỉ huy tổng thể, nhưng Tốc Bất Đài mới là vị chỉ huy thục tế trên chiến trường, và điều này đã hiện diện trong cả hai chiến dịch ở phía bắc và nam chống lại các công quốc Rus. Trong khi lực lượng ở phía bắc của Hải Đô (Kaidu) thắng trận Legnica và lực lượng của Khoát Đoan (Kadan) thắng tại Transilvania thì Tốc Bất Đài đang chờ họ trên bình nguyên Hungary. Đội quân mới hợp nhất lại sau đó rút lui tới sông Sajo, nơi họ nện cho vua Béla IV một thất bại nặng nề trong trận Mohi.

## Vai trò trong các cuộc tranh giành ngôi Đại Hãn

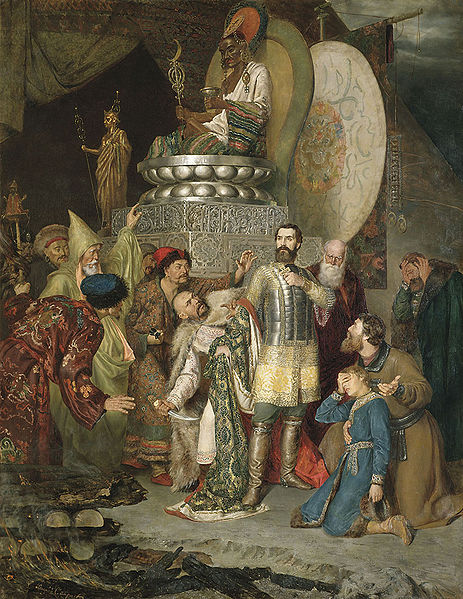
Công tước Mikhail Vsevolodovich của Chernigov phải vượt qua lửa theo truyền thống Turk-Mông Cổ cổ đại. Hãn Bạt Đô buộc ông phải quỳ lạy trước bài vị của Thành Cát Tư Hãn. Người Mông Cổ đã tra tấn ông đến chết vì ông từ chối không chịu thực hiện nghi lễ này.

Cuối năm 1241, khi Bạt Đô và Tốc Bất Đài đang vạch kế hoạch xâm chiếm Áo, Ý và Đức thì tin tức đưa đến về cái chết của đại hãn Oa Khoát Đài (tháng 12 năm 1241). Người Mông Cổ rút lui vào cuối mùa xuân năm 1242, do các hãn và Tốc Bất Đài được gọi trở về Karakorum nơi hội nghị kurultai được tổ chức để bầu đại hãn mới. Bạt Đô là một ứng cử viên sáng giá cho ngôi vị đại hãn và khi ông thất cử đã quay trở về để củng cố các cuộc xâm chiếm vào châu Á và vùng Ural. Ông không còn sự phục vụ của Tốc Bất Đài do ông này ở lại Mông Cổ và chết năm 1248 — và sự thù địch của Bạt Đô đối với đại hãn Quý Do đã làm cho bất kỳ cuộc xâm lấn nào nữa vào châu Âu trở thành không thể. Ông phải duy trì quân đội của mình sẵn sàng trước bất kỳ cuộc tấn công nào từ phía đông, do sự xấu đi trong mối quan hệ giữa hai người cháu nội của Thành Cát Tư Hãn cuối cùng đã làm cho đế quốc Mông Cổ không còn tồn tại nữa. Sau khi trở về, hãn Bạt Đô đã cho lập kinh đô của hãn quốc của mình tại Sarai ở hạ lưu sông Volga vào năm 1242.
Khi Quý Do Hãn chết năm 1248, đế quốc Mông Cổ được điều hành bởi thái hậu và vương phi của vị Đại hãn quá cố. Điều này khiến các vương tử và giới tinh hoa Mông Cổ bất mãn. Các hậu duệ dòng Truật Xích, dẫn đầu bởi Bạt Đô, cũng không phải ngoại lệ. Thay vì phục tùng mệnh lệnh từ triều đình tại kinh đô Hoa Lâm (Karakorum), Bạt Đô đã tìm cách liên lạc với góa phụ của người chú Đà Lôi, Toa Lỗ Hòa Thiếp Ni (Sorgaqtani), nhằm đưa con trai trưởng của bà là Mông Kha (Mongke), vốn là một ứng viên tiềm năng cho ngôi đại hãn Mông Cổ bên cạnh chính Bạt Đô. Lí do cho việc Bạt Đô ủng hộ Mông Kha vẫn còn gây tranh cãi. Có lẽ do từ lâu nhà Truật Xích đã không còn mặn mà với ngôi đại hãn vốn ngày càng trở lên dễ lung lay vì những toan tính tranh đoạt quyền lực giữa tiền triều và hậu cung. Ngược lại, vùng lãnh thổ rộng lớn mà gia tộc Truật Xích mới chinh phục tại phía tây sông Volga trở nên vô cùng thuận lợi để mở ra các chiến dịch chinh phạt sâu vào lãnh thổ Châu Âu trong tương lai.
Mùa xuân năm 1251, Bạt Đô cùng các vương tử dòng Truật Xích tổ chức một hội nghị kurultai không chính thức tại Thiên Sơn, dẫn đến việc Mông Kha được bầu làm đại hãn thứ 4 của đế quốc Mông Cổ. Kết quả là sự liên kết với Mông Kha có lẽ đã góp phần giúp Kim Trướng Hãn Quốc nhận được sự hậu thuẫn chính trị vững chắc từ triều đình Hoa Lâm, đồng thời giúp hãn quốc non trẻ của Bạt Đô ổn định biên giới phía đông, tạo tiền đề để Bạt Đô rảnh tay tiếp tục các chiến dịch mới tại Châu Âu.

## Kế vị và di sản
Năm 1255, khi ông đang chuẩn bị cho các chiến dịch mới tại Đông Âu, ông lâm bệnh trong 1 thời gian ngắn rồi qua đời. Ngôi hãn Kim Trướng được chuyển giao cho người con trưởng Sartaq. Ông này quyết định nối lại cuộc xâm chiếm vào châu Âu nhưng cũng chết ngay sau đó.
Khi Bạt Đô và con trai ông là Sartak chết, em trai Bạt Đô là Biệt Nhi Ca (Berke) đã thừa hưởng Thanh Trướng hãn quốc. Biệt Nhân Ca không nghiêng về phía thống nhất với hững người họ hàng là anh em con chú trong dòng họ, đáng chú ý nhất là các cuộc chiến tranh biên giới với Y Nhi hãn quốc dưới quyền Húc Liệt Ngột (con trai của Đà Lôi). Mặc dù ông vẫn công nhận nhà Nguyên như là chúa tể của mình, nhưng trên thực tế, Biệt Nhi Ca là một vị vua độc lập. Một điều có lẽ là sự may mắn cho châu Âu trung cổ khi Biệt Nhi Ca không mặn mà tây chinh như anh trai Bạt Đô, tuy nhiên, ông vẫn buộc vua Hungary Bela IV phải cống nạp và cho tướng Borolday đem quân tới Litva và Ba Lan.

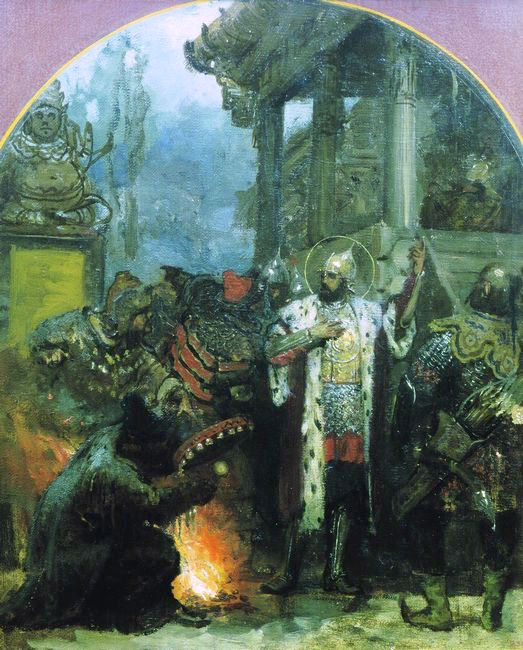
Aleksandr Nevsky, chư hầu trung thành của Bạt Đô tại Kim Trướng hãn quốc.

Người kế nghiệp là Biệt Nhi Ca (Berke) không chia sẻ sự quan tâm của Bạt Đô trong việc xâm chiếm châu Âu. Ông quan tâm hơn tới việc chống lại những người anh em họ của mình, đặc biệt là Húc Liệt Ngột, người bị ông ghét cay ghét đắng vì đã phá hủy Baghdad. Đối với Biệt Nhi Ca, một người Hồi giáo mộ đạo, thì những gì Húc Liệt Ngột đã làm là hèn hạ, và năm 1262, khi Húc Liệt Ngột chuẩn bị để di chuyển quân tới Ai Cập để trả thù cho thất bại của đội quân của mình (khi vắng mặt ông) tại trận Ain Jalut, hãn Biệt Nhi Ca đã cho các đội quân cướp bóc những vùng đất bắc dãy Kavkaz thuộc hãn quốc Y Nhi. Bị chọc giận, Húc Liệt Ngột đã hội quân và tiến về phía bắc, nhưng đã chịu một thất bại nặng nề khi cố gắng xâm chiếm miền bắc Kavkaz năm 1263, sau khi hãn Biệt Nhi Ca nhử ông tiến sâu về phía bắc, xa khỏi vùng Cận Đông.
Kim Trướng hãn quốc do Bạt Đô kiến lập tiếp tục cai trị vùng lãnh thổ Rus cũ tại Nga thông qua các công tước địa phương trong vòng 230 năm sau đó. Đáng chú ý, kinh đô của đế quốc được gọi là Sarai Batu, nhằm vinh danh vị hãn lập quốc, Bạt Đô (tức Batu). Trong số các hãn quốc thì Kim Trướng hãn quốc cai trị lâu nhất. Sau khi nhà Nguyên sụp đổ tại Trung Quốc và hãn quốc Y Nhi sụp đổ tại Trung Đông, Kim Trướng hãn quốc vẫn đứng vững đến tận thế kỷ 16. Trong giai đoạn này, hậu duệ trực hệ của hãn Bạt Đô đã cai trị Kim Trướng trong nhiều thế hệ và một số còn đạt được những thành tựu huy hoàng.

### Ozbeg hãn
Özbeg Hãn là vị hãn Kim Trướng đầu tiên đưa Hồi giáo trở thành quốc giáo vào 1313 (bản thân Özbeg cũng lấy tước vị Sultan Giyas al-Din Mohammed). Chính sách này đã vấp phải sự phản kháng dữ dội của các vương tử theo Shaman giáo truyền thống và Phật giáo, nhưng Ozbeg hãn đã dập tắt tất cả các ý đồ phản kháng bằng vũ lực lẫn các chế độ chiêu hàng, dẫn đến việc tất cả các hãn đời sau đều là tín đồ Hồi giáo Sunni. Triều đại của ông cũng được đánh giá là thời ký hoàng kim của Kim Trướng Hãn quốc, khi lãnh thổ, quân sự và quốc lực đều đạt đến đỉnh cao. Ông mất vào năm 1341.

### Những cuộc đoạt ngôi sau khi Ozbeg qua đời
Tuy nhiên sau khi ông qua đời, con trai ông là Tini-beg hãn lên nối ngôi, nhưng không bao lâu bị ám sát và tiếm vị bởi người em trai của Tini là Jani-beg, người nổi tiếng với cuộc vây hãm Kaffa (1345-47) tai Krym trong giai đoạn bệnh dịch hạch bắt đầu bùng phát ở Đông Âu. Để khuất phục quân thủ thành Genoa, Jani-beg sai quân sĩ dùng máy bắn đá phóng xác người chết do dịch hạch vào trong thành khiến dân số Kaffa chết quá nửa rồi thất thủ. Người Genoa sau đó trở về Ý bằng tàu, mang theo mầm bệnh dịch hạch đến toàn châu Âu, và được cho là nguyên nhân dẫn đến thảm họa Cái Chết Đen tại châu lục này và một phần Bắc Phi trong gần 10 năm, cướp đi sinh mạng của từ 75-200 triệu người. Sau này, Jani-beg bị ám sát bởi chính người con trai trường Berdi-beg _ người sau đó bị chính em của mình giết chết. Sau đó, các con cháu của Jani-beg lần lượt ám sát lẫn nhau để tranh ngai vàng. Đến khoảng 1370, các hãn cuối cùng thuộc dòng dõi Bạt Đô bị giết chết, dẫn đến sự trỗi dậy của Mamai, một quý tộc không thuộc gia tộc Bột Nhi Chỉ Cân (Borijigin) của Thành Cát Tư Hãn, người tiếp tục lập các hậu duệ của em trai Bạt Đô là Tô Khác Thiết Mộc Nhi (Tuqa-Timur) lên ngôi hãn còn bản thân cai trị như một vị hãn không ngai tại bán đảo Krym. Sau thất bại trước người Nga tại trận Kulikovo (1380), Mamai bị một vương tử dòng Tô Khác Thiết Mộc Nhi là Tokhtamysh lật đổ. Các hậu duệ khác của Tô Khác Thiết Mộc Nhi vẫn còn tiếp tục cai trị vùng thảo nguyên Nga cho tới tận thế kỷ 16. Hãn quốc cuối cùng, Hãn quốc Krym, tồn tại như một tiểu quốc du mục nhỏ tới tận cuối thế kỷ 18, khi bị chinh phục bởi đế quốc Nga.